# Содружество лемков
Содружество лемков (русин. Стоваришыня Лемків) — лемковская общественная организация, основанная в Легнице 15 марта 1989 года и зарегистрированная 7 апреля 1989 года. Входит во Всемирный совет русинов. Первая лемковская общественная организация была создана после демократизации политической системы в Польше.
Андрей Копча был президентом Содружества лемков с момента ее основания.

## История
5 Февраля 1989 года состоялось первое собрание будущей организации. Андрей Копча предоставил проект статуту. Велось собеседование о названии организации и её последующей деятельности. 5 марта 1989 прошло первое официальное заседание первой послевоенной лемковской организации.

## Цели
Содружество лемков ставит перед собой следующие цели:
- интеграция лемков независимо от их религиозных взглядов и убеждений;
- сохранение, воспитание, развитие и распространение духовной и материальной культуры лемков;
- обучение лемковскому языку;
- популяризация истории лемковского региона, а также знаний о жизни и деятельности лемков за пределами Польши;
- продвижение лемковско-польской дружбы и сотрудничества с аналогичными обществами национальных меньшинств в Польше.

Цели, перечисленные в § 7, достигаются Содружеством путем:
- организации культурных и образовательных мероприятий посредством таких форм, как: выступления и обзоры творческих коллективов, концерты, театральные представления, кинопоказы, чтения, лекции, семинары, дискуссионные встречи, курсы, выставки, социальные игры — танцы и вечера;
- создание центров пропаганды лемковской культуры и искусства, таких как библиотеки, читальные залы, клубы, общественные центры, музеи и этнографические палаты;
- создание коллективов художественной самодеятельности и других интересных секций подобного рода;
- издание собственных журналов, книг и брошюр, а также репертуара и рекламных материалов;
- каталогизация и сохранение (в письменной и визуальной форме) памятников и реликвий духовной и материальной культуры лемков;
- организация поездок и митингов с особым акцентом на Лемковщину, то есть Бескиды Ниски и Крыницки;
- сотрудничество с органами государственного управления и другими компетентными учреждениями в сфере охраны, защиты и реставрации памятников материальной культуры лемков;
- участие самодеятельных творческих коллективов, объединенных в Содружестве, в национальных и международных культурных мероприятиях на общепринятых принципах;
- сотрудничество с административными органами Республики Польша и с организациями, социально-культурными ассоциациями и самоуправлениями, а также с научными и культурными учреждениями в реализации уставных целей Содружества.

## Формы деятельности
Основным видом деятельности с самого начала работы Содружества была организация лемковских уроков. Первые такие уроки были проведены в 1991/1992 учебном году в школе в Усьце-Горлицке. Содружество участвует в разработке программ обучения лемковскому языку и соответствующих школьных учебников. Содружество также было инициатором создания курса русской филологии с русинско-лемковским языком в Краковском Педагогическом университете.
Содружество также ведет издательскую деятельность. Оно издаёт раз в два месяца «Бесiда», который является печатным органом Главного Совета Содружества. Журнал публикует материалы на лемковском и польском языках, а с 1995 года в него также входит приложение для детей и подростков «Лемковская ласточка». Помимо журнала «Бесiда» издаётся также «Лемківскій Річник» (ранее называвшийся «Лемкивский календарь»). Содружество выпустило несколько десятков книг.
В 1989 году был создан Театр Содружества лемков. При участии Содружества в Пшемкуве создан детский ансамбль «Ласточка».
Содружества лемков организует несколько циклических мероприятий, крупнейшее из которых — «Лемковская Ватра на чужбине».